# Comté de Pallars Jussà
1011–1192
Entités précédentes :
- Comté de Pallars

Entités suivantes :
- Principauté de Catalogne

Le comté de Pallars Jussà est né de la division du comté de Pallars entre les fils du comte Suniaire de Pallars mort en 1011, le Pallars Jussà pour Raymond (1011-1047) et le Pallars Sobirà pour Guillaume (1011-1035).

## Territoire

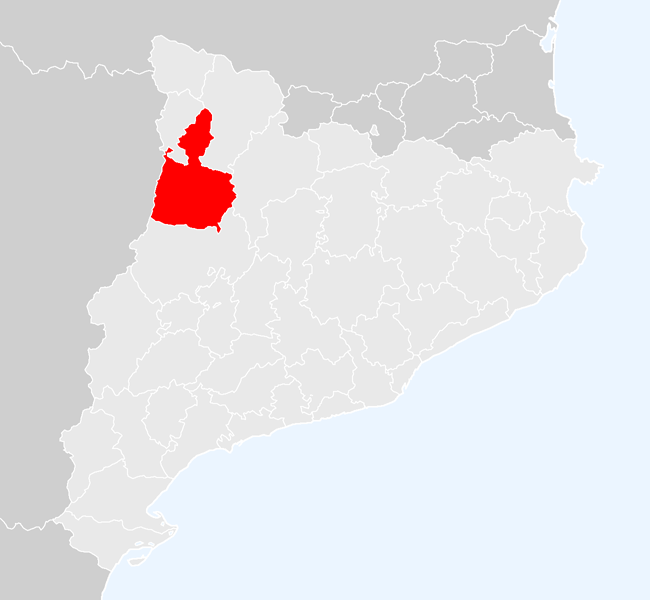
Localisation du comté de Pallars Jussà en Catalogne

Le comté de Pallars Jussà comprend la vallée du Flamisell, la rive gauche de la Noguera Ribagorzana et les territoires de La Pobla de Segur. Il est frontalier du territoire arabe de la Conca de Tremp.